# Charles Simmons
Charles Simmons (New York, 17 agosto 1924 – New York, 1º giugno 2017) è stato uno scrittore statunitense.
Ha svolto attività di editor presso la New York Times Book Review. Ha pubblicato cinque romanzi.
Nel 2007 è stata pubblicata da Rizzoli la traduzione italiana di Salt Water col titolo Acqua di Mare, scritto e pubblicato in USA nel 1998. Ambientato nell'estate del 1963, è incentrato sull'amore tra un padre e un figlio; entrambi si innamorano della stessa ragazza, che finirà per preferire il padre del protagonista del romanzo, fino ad una tragica fine. Sullo sfondo: il mare che finisce con l'avere "lo stesso sapore delle lacrime".
| Controllo di autorità | VIAF (EN) 112433731 · ISNI (EN) 0000 0001 2032 8933 · Europeana agent/base/102200 · LCCN (EN) n50027350 · GND (DE) 121385817 · BNF (FR) cb12639413q (data) · J9U (EN, HE) 987007278346505171 |